# Coccoloba coronata
Coccoloba coronata är en slideväxtart som beskrevs av Nikolaus Joseph von Jacquin. Coccoloba coronata ingår i släktet Coccoloba och familjen slideväxter. Inga underarter finns listade i Catalogue of Life.